# Brasão de armas de Espanha
O brasão de armas da Espanha é uma composição de outros seis brasões:
- O primeiro quarto, de Castela: Uma torre de três torreões a dourado, aclarado a azul, com contorno negro; É provável que a figura do castelo tenha sido adotada no ano de 1169. O castelo foi introduzido no brasão original com uma clara conotação territorial, sendo uma arma falante que alude à denominação do reino e, portanto, não conta com uma natureza simbólica. Historicamente, esta decisão poderia ter sido motivada por um desejo de afirmação da soberania do Reino de Castela contra o Reino de Leão.
- O segundo quarto, de Leão: de fundo cor de prata, com um leão (por vezes a púrpura) de coroa dourada, linguado e unhado; Um dos primeiros reis europeus em fazer uso deste sinal heráldico (o leão) foi o galego Afonso VII, que em princípios do século XII começou a empregar o leão púrpura segundo o seu simbolismo, o leo fortis (o forte leão que simbolizava a potência e primazia do monarca). Este novo símbolo fora adotado pelos seus herdeiros, monarcas da Galiza e Leão e não representava apenas um dos reinos, mas ambos, pois era em ambos que os reis exerciam o seu governo. Com o tempo os dois reinos acabaram se unindo em um único reino (o Reino de Leão).
- O terceiro quarto, de Aragão: a dourado, com quatro listas vermelhas; Vários historiadores, heraldistas e o Governo da Catalunha consideram que era originalmente o brasão familiar dos condes de Barcelona,[1][2][3] e foi adotado pelos descendentes de Raimundo Berengário IV enquanto reis de Aragão e condes de Barcelona.[1][4] Existem outros autores que contestam fortemente esta teoria para a origem do brasão de armas, e consideram que este foi desde sempre um brasão dos reis de Aragão.[5]
- O quarto quarto, de Navarra: fundo vermelho, com correntes interligadas a dourado dispostas em cruz, a partir do centro, onde consta uma esmeralda. A mitologia do brasão retrataria sua origem de volta à Batalha de Navas de Tolosa em 1212 envolvendo Sancho VII de Navarra, onde a cavalaria quebrou as correntes dos escravos do califa e capturou uma esmeralda, entre outros prêmios. Após a conquista espanhola do reino basco de Navarra em 1512, o brasão de Navarra foi incorporado ao brasão de Espanha, e atualmente está posicionado como o quarto quarto.
- Na base, de Granada: de fundo de prata, uma romã (granada, em espanhol), com duas folhas a verde; O brasão de Granada nunca foi utilizado pelo reino muçulmano de Granada, habitado em grande parte por andaluzes falantes de um moçárabe (língua hoje extinta). Na realidade foi empregado como um dispositivo pessoal de Henrique IV de Castela antes da conquista de Granada em 1492, sob a forma de dois ramos frutados de romã. Esta figura heráldica tornou-se parte do brasão nacional da Espanha.
- Sobre tudo e ao centro, um escudo pequeno de azul com três flores de lis de ouro, bordadas de gules, representando os Bourbon, a atual família real espanhola.

É acompanhado por duas colunas de prata, base e capitel a ouro, sobre ondas de azul e prata, superadas pela coroa imperial à direita e pela coroa real à esquerda, ambas em ouro e, rodeadas por uma fita vermelha com letras a ouro, à direita "Plus" e à esquerda "Ultra". As duas colunas representam os Pilares de Hércules, que são os promontórios (Gibraltar e Ceuta) dos dois lados do extremo oeste do estreito de Gibraltar. No topo, a Coroa Real de Aragão fechada, que é um círculo em ouro, cravado de pedras preciosas, e é forrada a vermelho.
O desenho actual está legalmente regulado por:
- Lei 33/1981, de 5 de outubro, sobre o Brasão de Armas de Espanha (Gazeta Oficial nº 250 de 19 de outubro)
- «Decreto-Real 2964/1981». , de 18 de Dezembro, aprovando o Brasão de Armas de Espanha oficial (Gazeta Oficial nº 221 de 15 de setembro
- Decreto-Real 2267/1982, de 3 de Setembro, com especificações técnicas sobre as cores do Brasão de Armas de Espanha (Gazeta Oficial nº 221 de 15 de setembro)

É de salientar que o Rei de Espanha detém o seu próprio brasão de armas.